# Encyclia inversa
Encyclia inversa é uma espécie rupícola que forma touceiras, vegetando em pleno sol. Pseudobulbos elípticos com 8 centímetros de altura, afunilados na parte inferior, portando duas ou três folhas liguladas e obtusas de cor verde-clara. Racimos florais de 10 centímetros de altura com duas a seis flores. Flor de 3 centímetros de diâmetro que não faz a ressupinação, ficando o labelo voltado para cima. Pétalas e sépalas oblongo-lanceoladas e acuminadas de cor branca e segmentos estreitos. Labelo pontudo com estrias púrpuras e longitudinais.
Floresce na primavera.